# Iraque nos Jogos Olímpicos de Verão de 2024
Iraque participou dos Jogos Olímpicos de Verão de 2024, realizados em Paris, na França. Foi a 16.ª aparição do país nos Jogos Olímpicos desde a estreia em Londres 1948.
Foi representado por 23 atletas que competiram em cinco esportes, mas nenhum conquistou medalhas.

## Competidores
Esta foi a participação por modalidade nesta edição:
| Esporte        | Masculino | Feminino | Total |
| -------------- | --------- | -------- | ----- |
| Atletismo      | 1         | 0        | 1     |
| Futebol        | 19        | 0        | 19    |
| Halterofilismo | 1         | 0        | 1     |
| Judô           | 1         | 0        | 1     |
| Natação        | 1         | 0        | 1     |
| Total          | 23        | 0        | 23    |

## Desempenho

### Atletismo
- Q = Qualificado para a próxima fase
- q = Qualificado para a próxima fase como o perdedor mais rápido ou, em eventos de campo, pela posição sem atingir o alvo para qualificação
- N/A = Fase não aplicável para o evento
- Bye = Atleta não precisou disputar aquela fase

Masculino
Eventos de pista
| Atleta              | Evento | Preliminar | Preliminar | Baterias | Baterias | Semifinal   | Semifinal   | Final       | Final       | Ref.  |
| Atleta              | Evento | Tempo      | Pos.       | Tempo    | Pos.     | Tempo       | Pos.        | Tempo       | Pos.        | Ref.  |
| ------------------- | ------ | ---------- | ---------- | -------- | -------- | ----------- | ----------- | ----------- | ----------- | ----- |
| Taha Hussein Yaseen | 100 m  | 10.51      | 4 q        | 10.50    | 9        | Não avançou | Não avançou | Não avançou | Não avançou | [ 5 ] |

### Futebol
Masculino
A seleção nacional masculina do Iraque se classificou para as Olimpíadas ao ficar em terceiro lugar na Copa da Ásia Sub-23 de 2024.
Elenco
A delegação foi composta de 19 jogadores:
- Hussein Hassan
- Josef Al-Imam
- Hussein Ali
- Saad Natiq
- Ahmed Maknzi
- Zaid Tahseen
- Ali Jasim
- Ibrahim Bayesh
- Hussein Abdullah
- Youssef Amyn
- Muntadher Mohammed
- Kumel Al-Rekabe
- Karrar Saad
- Karrar Mohammed
- Nihad Mohammed
- Muntadher Abdul-Amir
- Mustafa Saadoon
- Aymen Hussein
- Hussein Amer

Fase de grupos
| Pos | Equipe    | Pts | J | V | E | D | GP | GC | SG | Classificado     |
| --- | --------- | --- | - | - | - | - | -- | -- | -- | ---------------- |
| 1   | Marrocos  | 6   | 3 | 2 | 0 | 1 | 6  | 3  | +3 | Quartas de final |
| 2   | Argentina | 6   | 3 | 2 | 0 | 1 | 6  | 3  | +3 | Quartas de final |
| 3   | Ucrânia   | 3   | 3 | 1 | 0 | 2 | 3  | 5  | −2 |                  |
| 4   | Iraque    | 3   | 3 | 1 | 0 | 2 | 3  | 7  | −4 |                  |

1. 1 2  Resultado do confronto direto: Argentina 1–2 Marrocos.

| 24 de julho | Iraque                         | 2 – 1     | Ucrânia         | Stade de Lyon, Décines-Charpieu                 |
| 19:00       | Hussein 57' (pen.) · Jasim 75' | Relatório | Rubchynskyi 53' | Público: 10 637 Árbitro: SUD Mahmood Ali Ismail |

| 27 de julho | Argentina                               | 3 – 1     | Iraque        | Stade de Lyon, Décines-Charpieu          |
| 15:00       | Almada 14' · Gondou 62' · Fernández 85' | Relatório | Hussein 45+5' | Público: 30 008 Árbitro: NOR Espen Eskås |

| 30 de julho | Marrocos                                     | 3 – 0     | Iraque | Stade de Nice, Nice                       |
| 17:00       | Richardson 19' · Rahimi 28' · Ezzalzouli 36' | Relatório |        | Público: 19 300 Árbitro: BRA Ramon Abatti |

### Halterofilismo
Masculino
| Atleta       | Evento         | Arranco | Arranco | Arremesso | Arremesso | Total | Pos. | Ref.   |
| Atleta       | Evento         | Result. | Pos.    | Result.   | Pos.      | Total | Pos. | Ref.   |
| ------------ | -------------- | ------- | ------- | --------- | --------- | ----- | ---- | ------ |
| Ali Rubaiawi | Mais de 102 kg | 200     | 5       | 237       | 6         | 437   | 6    | [ 11 ] |

### Judô
Masculino
| Atleta       | Evento    | Primeira rodada      | Segunda rodada        | Oitavas de final     | Quartas de final     | Semifinal            | Repescagem           | Final                | Final       | Ref.   |
| Atleta       | Evento    | Adversário Resultado | Adversário Resultado  | Adversário Resultado | Adversário Resultado | Adversário Resultado | Adversário Resultado | Adversário Resultado | Pos.        | Ref.   |
| ------------ | --------- | -------------------- | --------------------- | -------------------- | -------------------- | -------------------- | -------------------- | -------------------- | ----------- | ------ |
| Sajjad Sehen | Até 81 kg | Bye                  | UZB S Boltaboev D DSQ | Não avançou          | Não avançou          | Não avançou          | Não avançou          | Não avançou          | Não avançou | [ 12 ] |

### Natação
Masculino
| Atleta          | Evento          | Eliminatórias | Eliminatórias | Semifinal   | Semifinal   | Final       | Final       | Ref.   |
| Atleta          | Evento          | Tempo         | Pos.          | Tempo       | Pos.        | Tempo       | Pos.        | Ref.   |
| --------------- | --------------- | ------------- | ------------- | ----------- | ----------- | ----------- | ----------- | ------ |
| Hasan Al-Zinkee | 100 m borboleta | 1:00.23       | 39            | Não avançou | Não avançou | Não avançou | Não avançou | [ 13 ] |